# Corbehem
Corbehem – miejscowość i gmina we Francji, w regionie Hauts-de-France, w departamencie Pas-de-Calais.
Według danych na rok 1990 gminę zamieszkiwało 2346 osób, a gęstość zaludnienia wynosiła 902 osób/km² (wśród 1549 gmin regionu Nord-Pas-de-Calais Corbehem plasuje się na 328. miejscu pod względem liczby ludności, natomiast pod względem powierzchni na miejscu 869.).